# Alsónemesapáti
Alsónemesapáti è un comune dell'Ungheria di 751 abitanti (dati 2001). È situato nella contea di Zala.